# 吉林省公安厅安康医院
吉林省公安厅安康医院隶属于吉林省公安厅，位于吉林省四平市公主岭市工业大路168号。

## 简介
1967年成立，隶属于吉林省公安厅。该医院是一所安康医院，是对危害社会治安的精神病人依法进行强制医疗的专门机构。同时该医院还负责强制戒毒及法医精神病鉴定工作。